# Бил Фагербаке
Вилијам „Бил” Фагербаке (енгл. William "Bill" Fagerbakke; 4. октобар 1957) амерички је глумац. Најпознатији је по гласу Патрика Звезде у анимираној серији Сунђер Боб Коцкалоне и улози Мајкла „Добера” Дибинског у ситкому Тренер. У дванаест епизода серије Како сам упознао вашу мајку глумио је Марвина, оца Маршала Ериксена.

## Рани живот
Бил Фагербаке је рођен 4. октобра 1957. у Фонтани, у Калифорнији, и као дете се преселио у Руперт у Ајдаху. Завршио је средњу школу Минико у Руперту 1975. године, где је био троструки спортиста за Спартанце у америчком фудбалу, кошарци и трчању.
Иако је имао више понуда за фудбалску стипендију за колеџ, Фагербаке је одлучио да остане у Ајдаху и похађа Универзитет у Москоуу. Био је дефанзивни играч Вандала и добио је карту за црвену мајицу 1976. године, али је позван у акцију у четвртој утакмици своје друге сезоне. Вандали су остварили резултат 7–4 1976. године , своју прву победничку сезону у последњих пет година, и имали су 5–2 у седам утакмица које је започео Фагербаке. Главни тренер Ед Троксел планирао је да га пребаци у офанзивну линију 1977, али је повреда колена на пролећним вежбама окончала Фагербакеову атлетску каријеру, што је усмерило његов фокус на позориште. 
Фагербакеова прва позоришна улога била је у продукцији Божија чаролија у кампусу. Био је члан братства Делта Тау Делта и стекао је диплому 1981. као резултат „две године фудбала и четири године школе”.

## Лични живот
Године 1989. Фагербаке се оженио глумицом Кетрин Макленахан, са којом је добио две ћерке. У септембру 2012. поднео је захтев за правно раздвајање од Мекленеханове, наводећи непомирљиве разлике.